# جورج لارنر
جورج لارنر (انگلیسی: George Larner; ۷ مارس ۱۸۷۵ – ۴ مارس ۱۹۴۹) ورزشکار دو و میدانی اهل بریتانیا بود.
وی در مسابقات کشوری و بین‌المللی در مجموع برندهٔ ۲ مدال طلا شده‌است.